# Jussinsaari (ö i Södra Savolax, Pieksämäki)
Jussinsaari är en ö i Finland. Den ligger i sjön Haapajärvi och i kommunen Pieksämäki i den ekonomiska regionen  Pieksämäki ekonomiska region  och landskapet Södra Savolax, i den södra delen av landet, 250 km nordost om huvudstaden Helsingfors. Öns area är 0,2 hektar och dess största längd är 80 meter i nord-sydlig riktning.